# Municipio de Wallaceburg
El municipio de Wallaceburg (en inglés: Wallaceburg Township) es un municipio ubicado en el condado de Hempstead en el estado estadounidense de Arkansas. En el año 2010 tenía una población de 940 habitantes y una densidad poblacional de 7,12 personas por km².

## Geografía
El municipio de Wallaceburg se encuentra ubicado en las coordenadas 33°53′34″N 93°31′14″O / 33.89278, -93.52056. Según la Oficina del Censo de los Estados Unidos, el municipio tiene una superficie total de 131.97 km², de la cual 131,42 km² corresponden a tierra firme y (0,41 %) 0,55 km² es agua.

## Demografía
Según el censo de 2010, había 940 personas residiendo en el municipio de Wallaceburg. La densidad de población era de 7,12 hab./km². De los 940 habitantes, el municipio de Wallaceburg estaba compuesto por el 81,06 % blancos, el 9,68 % eran afroamericanos, el 7,66 % eran de otras razas y el 1,6 % eran de una mezcla de razas. Del total de la población el 10,11 % eran hispanos o latinos de cualquier raza.